# Morten Voss Christiansen
Morten Voss Christiansen (* 21. Januar 1979) ist ein ehemaliger dänischer Bahn- und Straßenradrennfahrer.
Morten Voss Christiansen begann seine Karriere im Jahr 2000 bei dem dänischen Radsportteam Cycling Horsens. In der Saison 2002 gewann er die Gesamtwertung des Grand Prix Sandness und zwei Etappen sowie die Gesamtwertung des Fana Sykkelfestivals. 2003 war er auf jeweils einer Etappe der Drei Tage von Hammarö und des Oslo Grand Prix erfolgreich. Im Jahr darauf gewann er ein Teilstück der Tour du Maroc. In der Saison 2006 wurde Christiansen Erster bei dem Eintagesrennen Grand Prix Jægerspris.
Auf der Bahn gewann Morten Christiansen 1997 bei den Junioren-Bahnradweltmeisterschaften die Bronzemedaille im Punktefahren. 2000 und 2001 wurde er dänischer Meister in der Mannschaftsverfolgung, und 2002 gewann er gemeinsam mit Jimmy Hansen den Titel im Madison. Auch war er viermal bei Nordischen Meisterschaften auf der Bahn erfolgreich.

## Erfolge – Straße
2004
- eine Etappe Tour du Maroc

2007
- eine Etappe Tour of the South China Sea

## Erfolge – Bahn
2000
- Dänischer Meister Mannschaftsverfolgung (mit Thue Holberg Hansen, Jacob Filipowicz, Jens Erik Madsen)

2001
- Dänischer Meister Mannschaftsverfolgung (mit Alex Rasmussen, Mads Christensen, Dennis Rasmussen)

2002
- Dänischer Meister Madison (mit Jimmy Hansen)

## Teams
- 2000 Cycling Horsens
- 2001 Glud & Marstrand Horsens
- 2002 Glud & Marstrand Horsens
- 2003 Glud & Marstrand Horsens
- 2004 Glud & Marstrand Horsens
- 2005 Designa Kokken
- 2006 Glud & Marstrand Horsens
- 2007 Glud & Marstrand Horsens
- 2008 Glud & Marstrand Horsens
- 2009 Blue Water-Cycling for Health
- 2010 Designa Køkken-Blue Water